# Gérald Métroz
Gérald Métroz (* 16. Mai 1962 in Martigny) ist ein Schweizer Autor, Exsportler und Sportmanager.

## Das «Wunder von Sembrancher»
Métroz geriet erstmals in die Schlagzeilen, als er am 16. Dezember 1964 beim Spielen in der Nähe des Bahnhofes von Sembrancher unter einen anfahrenden Zug rutschte, der ihm beide Beine nahezu auf Hüfthöhe abtrennte. Er überlebte diesen Unfall vermutlich nur, weil die Räder des Zuges seine Arterien abgeklemmt hatten, was ihn vor dem Verbluten bewahrte. Da in der gesamten Schweiz damals eine Prothesenversorgung für so einen Fall nicht möglich war, wurde Métroz 1966 für einige Monate nach Münster gebracht, wo zu dieser Zeit auch viele Conterganopfer versorgt wurden. Er lernte dort – mit Lindenholzprothesen ohne Kniegelenk – wieder zu gehen, erlebte es aber als Trauma, von seinen Eltern verlassen worden zu sein, und gewöhnte sich anschliessend nur schwer wieder in der französischsprachigen Schweiz ein, zumal er seine Muttersprache nach dem Aufenthalt in Deutschland verlernt hatte.

## Sportliche Karriere
Mit neun Jahren begann der sportbegeisterte Junge mit dem Schlittschuhlaufen; zwei Jahre später wurde er in die frisch gegründete Eishockeymannschaft des Ortes aufgenommen. Sechzehnjährig musste er allerdings endgültig erkennen, dass sein Handicap ihm eine sportliche Karriere auf diesem Gebiet nicht erlauben würde, und gab das Eishockeyspiel auf.
Bald darauf begann er mit dem Rollstuhlbasketball. Hier gelang ihm der Aufstieg in die Schweizer Nationalmannschaft. Er erzielte u. a. drei Titel als bester Torschütze bei den Schweizer Meisterschaften; beim Sieg im Final der Schweizer Meisterschaften 1980 ging über die Hälfte der Punkte auf Métroz’ Konto.
Nach der Matura begann Métroz in Genf Geschichte, Englisch und Soziologie zu studieren, stellte aber bald fest, dass er körperlich nicht in der Lage war, den anstrengenden Alltag an der Universität zu bewältigen. 1984 begann er stattdessen mit einem Volontariat bei der Zeitung Nouvelliste in Martigny.
1987 zog er für zwei Jahre nach Kanada, wo er dank Viviane und Michel Drolet Zugang zu zahlreichen Eishockeyspielen bekam und sein erstes Buch Au cœur du hockey schrieb. In Kanada konnte er sich auch zu dem Entschluss durchringen, fortan auf die Prothesen zu verzichten, mit denen er sich immer nur mühevoll und unter Schmerzen fortbewegt hatte.
Nach seinem Aufenthalt in Kanada wandte sich Métroz einer neuen Sportart, dem Rollstuhltennis, zu. Er wurde viermal Schweizer Meister im Einzel und sechsmal im Doppel und nahm 1996 auch an den Paralympics in Atlanta teil, allerdings ohne eine Medaille zu erringen. Im Doppel erreichte er den Viertelfinal.

## Weitere Aktivitäten
Neben seiner sportlichen Karriere arbeitete er eine Zeit lang als Journalist in den Nachrichtenstudios von Radio Suisse Romande und gründete seine Firma GMSC (Gérald Métroz Sports Consulting), die professionelle Eishockeyspieler aufbaut und betreut und heute international tätig ist. Eine solche Firma war zu dieser Zeit eine Neuheit; inzwischen hat Métroz Konkurrenz von mehreren anderen Spielervermittlern, z. B. Bjarne Madsen, bekommen.
1992 lernte Métroz bei den Paralympics in Barcelona Bernard Goldblat kennen, mit dem er dann im Projekt Cabo-Ciné arbeitete. Dieses Projekt hat sich die Aufgabe gestellt, durch Filmvorführungen etc. in Ländern der Dritten Welt auf die Situation von Behinderten aufmerksam zu machen, Hilfsmittel zu vermitteln und AIDS-Prävention zu leisten.
1997 gab Métroz die aktive Teilnahme am Sportgeschehen auf. Seine neueste Leidenschaft war damals das Gitarrenspiel, das er bei Guy Kummer-Nicolussi erlernte. Auch entstand nun sein Buch Soudain un train. Der Titel der deutschen Ausgabe ist Ich lass mich nicht behindern. Im Winter 2000/2001 posierte er ausserdem als Fotomodell für die Kampagne «Wir lassen uns nicht behindern» von Pro Infirmis.

## Werke
- Au cœur du hockey. Éditions Compton, Québec 1989.
- Ich lass mich nicht behindern. München 2003, ISBN 3-426-77675-8.
- La Vie d’en bas. Martigny 2019, ISBN 978-2-8399-2775-8.